# Tainá Müller
Tainá Müller (sinh ngày 1 tháng 6 năm 1982) là một nữ diễn viên người Brazil. Cô là người lớn tuổi nhất trong ba chị em, nữ diễn viên Taiure Müller và MTV VJ Titi Müller.

## Nghề nghiệp
Năm 19 tuổi, cô bắt đầu làm VJ cho MTV ở Rio Grande do Sul, cũng như làm người mẫu, làm các mùa ở Milan, Hồng Kông và Bangkok.
Năm 2005 Müller chuyển đến São Paulo và bắt đầu học sân khấu. Năm 2007, cô ra mắt điện ảnh với bộ phim Cão Sem Dono, được trao giải Nữ diễn viên xuất sắc nhất trong các liên hoan phim Brazil. Ngay sau khi cô ra mắt trên truyền hình trong chương trình Rede Globo, Eterna Magia với vai Laura Mascarenhas.
Năm 2014, Müller tham gia dàn diễn viên của vở opera xà phòng Em Família, trong đó cô vào vai Marina, một nhiếp ảnh gia đồng tính nữ đang yêu Clara Fernandes (Giovanna Antonelli).

## Cuộc sống cá nhân
Ngày 30.11.2013 Tainá Müller kết hôn với người chồng của mình là Henrique Sauer trong một lễ cưới pháp sư đơn giản ở Mexico. Muller và chồng chào đón đứa con đầu lòng vào tháng 4 năm 2016.